# 高橋千秋
高橋 千秋（たかはし ちあき、1956年8月2日 - ）は、日本の政治家。
参議院議員（3期）、外務副大臣（菅直人第2次改造内閣）、経済産業大臣政務官（鳩山由紀夫内閣・菅直人内閣）、参議院社会保障と税の一体改革に関する特別委員長、民主党政策調査会長代理・参議院政策審議会長を務めた。

## 来歴

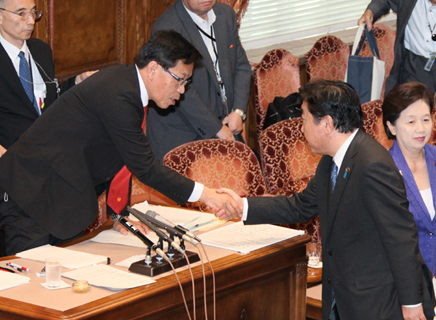
2012年8月10日、参議院社会保障と税の一体改革に関する特別委員会で委員長の高橋（左）は内閣総理大臣野田佳彦と握手を交わす

三重県安芸郡安濃町（現津市）生まれ。三重県立津高等学校、明治大学農学部農学科卒業。三重県経済農業協同組合連合会に勤務した後、当時参議院議員であった井上哲夫の秘書を務める。その後、新東通信、新政策議員フォーラム三重事務局長に就任する。
1998年、第18回参議院議員通常選挙に連合の推薦を受けて無所属で三重県選挙区から出馬したが、斎藤十朗に敗れ落選した。
2000年5月、自由民主党の平田耕一が衆議院へ鞍替えするために参議院議員を辞職。それに伴って同年6月に行われた三重県選挙区の補欠選挙に連合の推薦を受けて無所属で出馬し、初当選した。当選後、民主党に入党。民主党入党後は全トヨタ労働組合連合会の支援を受けている。
2001年7月、第19回参議院議員通常選挙に無所属で出馬し、再選。
2007年7月、第21回参議院議員通常選挙に民主党公認で出馬し、3選。
2009年に鳩山由紀夫内閣で経済産業大臣政務官に就任し、菅直人内閣でも再任された。2011年2月の三重県知事選挙では出馬要請を受けたが、固辞した。同年3月、菅直人第2次改造内閣において外務大臣に昇格した松本剛明の後任の外務副大臣に任命された。同年9月、参議院経済産業委員会筆頭理事に就任。2012年2月、民主党広報委員長に就任。同年7月より参議院社会保障と税の一体改革に関する特別委員長。同年9月、民主党政策調査会長代理・参議院政策審議会長に起用された。
2013年7月、第23回参議院議員通常選挙に民主党公認で出馬し4選を目指すも、落選。
2014年11月18日に第47回衆議院議員総選挙に三重1区から出馬表明するも、維新の党との選挙区調整により、11月22日に出馬を断念した。民進党では三重県連顧問を務め、（旧）国民民主党・（新）国民民主党でも引き続き顧問に就いた。

## 不祥事

### 宮中晩餐会を欠席
日本・ブータン友好議員連盟の副会長を務めていたにもかかわらず、2011年11月16日、国賓で来日中のブータン国王夫妻を主賓に招いて催された宮中晩餐会を欠席し、政治資金パーティーを開いていた。また、同様に宮中晩餐会を欠席した防衛大臣（当時）の一川保夫が、高橋の政治資金パーティーの方が宮中晩餐会より大事であるとパーティーの挨拶において発言し、この発言が野田第1次改造内閣発足に伴い一川が防衛相を更迭される遠因の一つになった。なお、高橋と一川は2013年の選挙で落選した。

### 東日本大震災発生時の飲酒・セクハラ報道
2011年3月11日の東日本大震災発生の2日後の3月13日夜、23時から外務省に宿直勤務の予定があったにもかかわらず、その直前まで外務省関連団体の20代の女性職員と2人で飲酒して、その女性にセクハラ行為を行ったことが6月16日発売の週刊新潮に報道された。記事によると、2軒目の店でワインを2本空けたが、飲酒しながら女性の足や尻、腰、胸をしきりにさわり、またキスを迫ったという。
週刊誌が発売された16日の午前、内閣官房長官の枝野幸男は定例会見において「オフの時間帯とはいえ、公務の前に飲酒したことについて本人（高橋）も猛省している」と語り、外務大臣の松本剛明が厳重注意を行ったことも明らかにした。
なお高橋本人は6月16日の外務副大臣会見において、セクハラの事実を完全否定した。職務直前の飲酒に関しては「猛省している」「酒は強い方で、職務に影響が出るような飲み方はしていない」と語り、職務の直前の飲酒は問題ないという意見を表明した。自分の進退については「引き続き職務を全うしたい」と、引責辞任を否定した。